# Lachnellula
Lachnellula P. Karst. – rodzaj grzybów z rodziny Lachnaceae.

## Systematyka i nazewnictwo
Pozycja w klasyfikacji według Index Fungorum: Lachnaceae, Helotiales, Leotiomycetidae, Leotiomycetes, Pezizomycotina, Ascomycota, Fungi.
Synonimy: Trichoscypha Boud., Trichoscyphella Nannf.

## Charakterystyka
Lachnellula to saprotrofy lub pasożyty drzew i krzewów iglastych. Apotecja beztrzonowe, lub bardzo krótkotrzonowe, przerastające przez zewnętrzna korę żywiciela. Ekscypulum białe, płowożółte, kremowe, brązowe lub oliwkowozielone z białymi lub żółtawo brązowymi, ciemnobrązowymi włoskami o ziarnistej powierzchni. Zewnętrzna warstwa ekscypulum zbudowana z komórek o budowie od kulistej do wielokątnej, warstwa wewnętrzna typu „textura intricata”, zbudowana z luźno splecionych, cienkościennych strzępek. Worki cylindryczne do cylindrycznie maczugowatych, o krótkich szypułkach, ośmiozarodnikowe. Otwory worka amyloidalne, z wyjątkiem nielicznych gatunków. Askospory szkliste, jednokomórkowe, z gutulami lub bez gutul. Parafizy wyraźnie cylindryczne lub nitkowate z tępymi końcami, z wyjątkiem kilku gatunków, u których są niemal lancetowate lub łopatkowate. Tworzą też anamorfy w postaci białej, lekko płowej lub pomarańczowej, watowatej grzybni. Anamorfy te można hodować na podłożach hodowlanych, spotyka się je czasami także w naturze. Wytwarzane przez anamorfy konidia są szkliste, jednokomórkowe, sferoidalne, elipsoidalne, podłużnie elipsoidalne lub kiełbaskowate i powstają na pionowo rozgałęzionych, szydłowatych sporoforach.

## Gatunki występujące w Polsce
- Lachnellula abietis (P. Karst.) Dennis 196
- Lachnellula calyciformis (Fr.) Dharne 1965
- Lachnellula fuckelii (Bres. ex Rehm) Dharne 1965[4]
- Lachnellula fuscosanguinea (Rehm) Dennis 1962
- Lachnellula hyalina Dharne 1965[4]
- Lachnellula occidentalis (G.G. Hahn & Ayers) Dharne 1965
- Lachnellula pulverulenta (Lib.) Sasagawa & Hosoya
- Lachnellula resinaria (Cooke & W. Phillips) Rehm 1893
- Lachnellula subtilissima (Cooke) Dennis 1962
- Lachnellula suecica (de Bary ex Fuckel) Nannf. 1953
- Lachnellula willkommii (R. Hartig) Dennis 1962

Nazwy naukowe na podstawie Index Fungorum. Wybór gatunków według M.A. Chmiel i innych.